# Victor-Hugo Borges
Victor-Hugo Borges (Santos, 28 de julho de 1979) é um premiado autor e cineasta de animação brasileiro, mais conhecido como sendo o criador e diretor da série de animação Historietas Assombradas (para crianças malcriadas), atualmente exibida no Cartoon Network. A série foi o programa infantil mais assistido na TV paga desde sua estréia (dados de março-junho 2013). Através de sua página no facebook, Victor-Hugo disse que a audiência e popularidade da série são um "passo imenso pra consolidação da produção de animação nacional na TV".

## Influências
Borges tem como tema recorrente a fantasia e o terror infanto-juvenil, como indicado nos curtas-metragens: "Historietas Assombradas" (2005), "Icarus" (2007) e  "O Menino que Plantava Invernos" (2008).
Formado em artes plásticas, Borges foi influenciado por folclore brasileiro, expressionismo alemão, art nouveau, Victor Hugo, Borges, Mário Quintana, Maurice Sendak, Tim Burton, Mary Blair e Estúdio Ghibli.

## Historietas Assombradas (para crianças malcriadas)
Historietas Assombradas (para Crianças Malcriadas) é uma série brasileira de animação exibida pelo Cartoon Network na sua grade de humor. É o projeto mais bem sucedido de Borges, sendo exibida no horário nobre do canal e recebendo boa repercussão de público e crítica especializada. O projeto começou como um curta-metragem em 2005, depois virou livro pela editora LeYa e por fim, série de TV. Nielsen Souza, do site especializado ANMTV diz que "Historietas Assombradas (para crianças malcriadas) merece esta vitória. A série se destaca por conta de sua qualidade, algo que já começou a fazer parte da indústria de animação brasileira, que só tende a crescer cada vez mais".